# ジョセフ＝フレデリック＝ブノワ・シャリオール
ジョセフ＝フレデリック＝ブノワ・シャリオール(Joseph-Frédéric-Benoît Charrière)（1803年3月19日〜1876年4月28日）は、スイス生まれでフランス人の医療器具開発者である。シャリオールは1803年にスイスのフリブール州チェルニアットで生まれた。13歳でパリに上京し、ナイフを製造する会社に弟子入りした。1820年には、外科用医療器具を製造する会社を自ら立ち上げ、1840年頃には400人の従業員を抱えるほどに急成長を遂げた。1843年には、フランスの国籍を取得し、フランス人になる事ができた。
シャリオールは、多くの医療器具、主に皮下注射器やカテーテルを発明し、また改良などを行ってきた。医療用語のフレンチスケール単位（Fr）も、シャリオールによって造られた。彼は1851年に名誉大臣に就任し、1876年にパリで亡くなった。